# Ali (kortfilm)
Ali är en svensk kortfilm från 1981 av Muammer Özer. Filmen är inspelad på ungdomsgården i Rinkeby.

## Handling
Ali är arbetslös. Hans pappa vill att han ska arbeta så att familjen får råd att åka tillbaka till Turkiet, detta leder till konflikter. Filmen behandlar "andra generationens" invandrare som inte delar sina föräldrars värderingar och åsikter.

## Rollista
- Huseyin Gungör – Ali
- Hasan Özkan – Alis pappa
- Lena Lundh
- Theresa Brander